# Reforma gregoriana

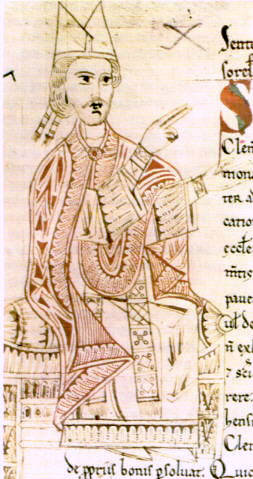
El Papa Gregorio VII, principal representante de los papas reformistas plenomedievales (ilustración en un manuscrito de autor desconocido del).

La reforma gregoriana deriva su nombre del papa San Gregorio VII (1073-1085), quien la llevó a cabo asegurando que la autoría de la misma pertenecía a San Gregorio Magno (de quien Gregorio VII se consideraba tan sólo un continuador, de ahí su nombre papal). La reforma había comenzado a ser puesta en práctica algunos años antes, durante el pontificado de León IX (1049-1054), tiempo en el cual el futuro Gregorio VII (entonces diácono Hildebrando de Toscana) se hizo una de las más reputadas figuras del papado, ya ensayando la adhesión a la reforma.

## Situación de la Iglesia en el cambio de milenio
La época de plenitud del orden feudal constituyó un periodo de grandes contrastes. La sociedad, básicamente rural, se ve sometida a los abusos de los señores feudales. Esta situación dio lugar a un gran movimiento reformista dentro de la Iglesia. Primero, los papas germánicos del siglo X y luego los renovadores, desde Nicolás II a Gregorio VII, lucharon encarnizadamente por eliminar los grandes vicios que sufría la sociedad cristiana, entre los que destacaban: la simonía –compraventa de oficios y dominios eclesiásticos–, el nicolaísmo o poca ejemplaridad del clero –que a menudo no guardaba el celibato– y la investidura laica –provisión de cargos eclesiásticos por parte de los poderes seculares–. Todos estos males tenían un origen común: el olvido del fin sobrenatural de la Iglesia y el afán de ambicionar más bienes temporales.

## Reforma

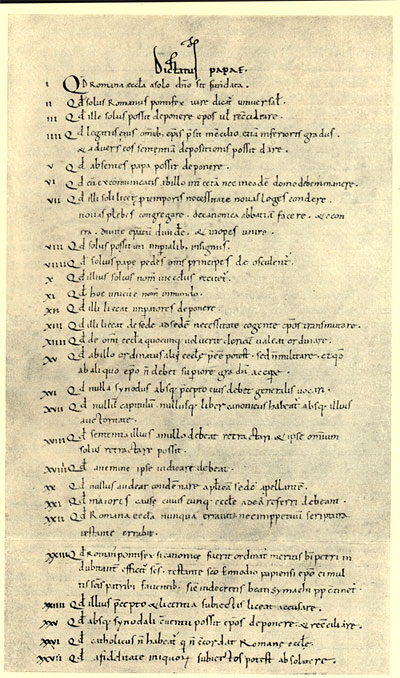
Dictatus papae (1074) de san Gregorio VII (Archivo Secreto Vaticano).

Los objetivos de la Reforma eran muy amplios. Ante todo, aspiraba a la instauración en la sociedad de una vida conforme al Evangelio. Para ello no era suficiente la restauración de las estructuras eclesiásticas o la elevación moral del clero, sino que exigía una profunda renovación espiritual (por lo tanto no política) de toda la Iglesia, desde su cabeza (el papa) hasta el último de sus miembros. 
El primero de los papas reformistas fue Nicolás II, que se reunió en 1059 en el Palacio de Letrán y emitió la bula In nomine Domini, en la que se estableció la elección pontificia por el Colegio de cardenales, sin intervención política externa (regularmente el emperador del Sacro Imperio Romano Germánico solía proponer y hacer elegir su candidato a papa). Pero el papa Gregorio VII, en 1075, es el que da forma a los ideales del movimiento reformista en la bula llamada Dictatus Papae, en la que afirma la superioridad espiritual del Papa sobre toda la cristiandad y pone en marcha todas las medidas necesarias para acabar con los males de la Iglesia. 
La reforma Gregoriana no será aceptada por el emperador germánico ni por muchos otros monarcas, y por ello surgirá la querella de las investiduras entre el poder laico y eclesiástico (Enrique IV y Gregorio VII). Por otra parte, el rey Colomán de Hungría (1095-1116) fue uno de los primeros monarcas en aceptar e implantar las reformas gregorianas en sus dominios (entre ellos renunciando a su derecho sobre la investidura), disposiciones establecidas en el Concilio de Estrigonia I (1104/1105).

### Moralización y regreso a los orígenes del cristianismo
Así, se trató, con un amplio conjunto de reformas, de hacer regresar la Iglesia a los tiempos primitivos de Cristo, de los Apóstoles y de sus sucesores inmediatos, por un lado, y por otro, afirmar el poder papal frente al poder feudal (que había casi privatizado la Iglesia en el siglo X); por la connotación de «retorno a los orígenes» y enfrentamiento del poder temporal, la reforma gregoriana es vista hoy como la primera gran revolución europea. La reforma fue continuada y consolidada por los eclesiásticos de la Abadía de Cluny.
Abolir las prácticas de simonía y nicolaísmo, así como de intervención del poder temporal en asuntos eclesiásticos, implicaba reformar la Iglesia y conferir al Papa el sumo poder en Europa en materia únicamente religiosa (o sea también limitaba de hecho el poder religioso para que no se confundiera con el político); gracias a los Dictatus Papae, se iba a lograr el ejercicio de la auctoritas y la potestas pontificia como Jefe Supremo y absoluto de la Iglesia y, por tanto, de la cristiandad.

### Relaciones entre el poder temporal y espiritual: las «Dos Espadas»
La reforma gregoriana es considerada un marco en el inicio de la teocracia pontificia, considerándose que el Papa tenía la suprema autoridad sobre todos los cristianos y que nadie, excepto Dios, podía juzgarlo; se afirmaba también que la Iglesia no cometía errores en formulaciones dogmáticas y morales, casi un preludio de la Infalibilidad Pontificia declarada por el Concilio Vaticano I. 
Partiendo jurídicamente del documento conocido como la "donación de Constantino" (probablemente forjado a mediados del siglo VIII, en tiempos de la coronación de Pipino el Breve), el Papa afirmó su derecho a ejercer sus prerrogativas espirituales, pero que eran superiores a cualquier auctoritas temporal, en toda la cristiandad, es decir, en toda Europa, por lo que pasaba también a tener autoridad sobre el emperador, confirmándolo o pudiendo deponerlo si no se comportaba como buen príncipe cristiano. De todas formas, las sospechas de falsificación de ese documento ya eran conocidas por Gregorio VII y este intentó no utilizar esta donación como base de las reformas políticas derivadas de la reforma eclesial, por lo que en esta época se desarrolla la teoría de las «Dos Espadas», según la cual el Papa ostentaría auténtica y plena auctoritas espiritual y potestas sobre la Iglesia, y el emperador, equivalente poder en el plano temporal, siendo, metafísicamente y de iure, superior la auctoritas espiritual a la temporal.

### Unificación litúrgica
Una de las grandes reformas fue la generalización en toda la cristiandad del rito romano, con el fin de unificar la liturgia romano-latina en toda la cristiandad. En esta época el canto gregoriano –máxima expresión de la música cristiana medieval– llega a su madurez y sus melodías son divulgadas por toda Europa, sustituyendo a los diversos cantos litúrgicos frecuentes hasta entonces.

## La reforma monástica

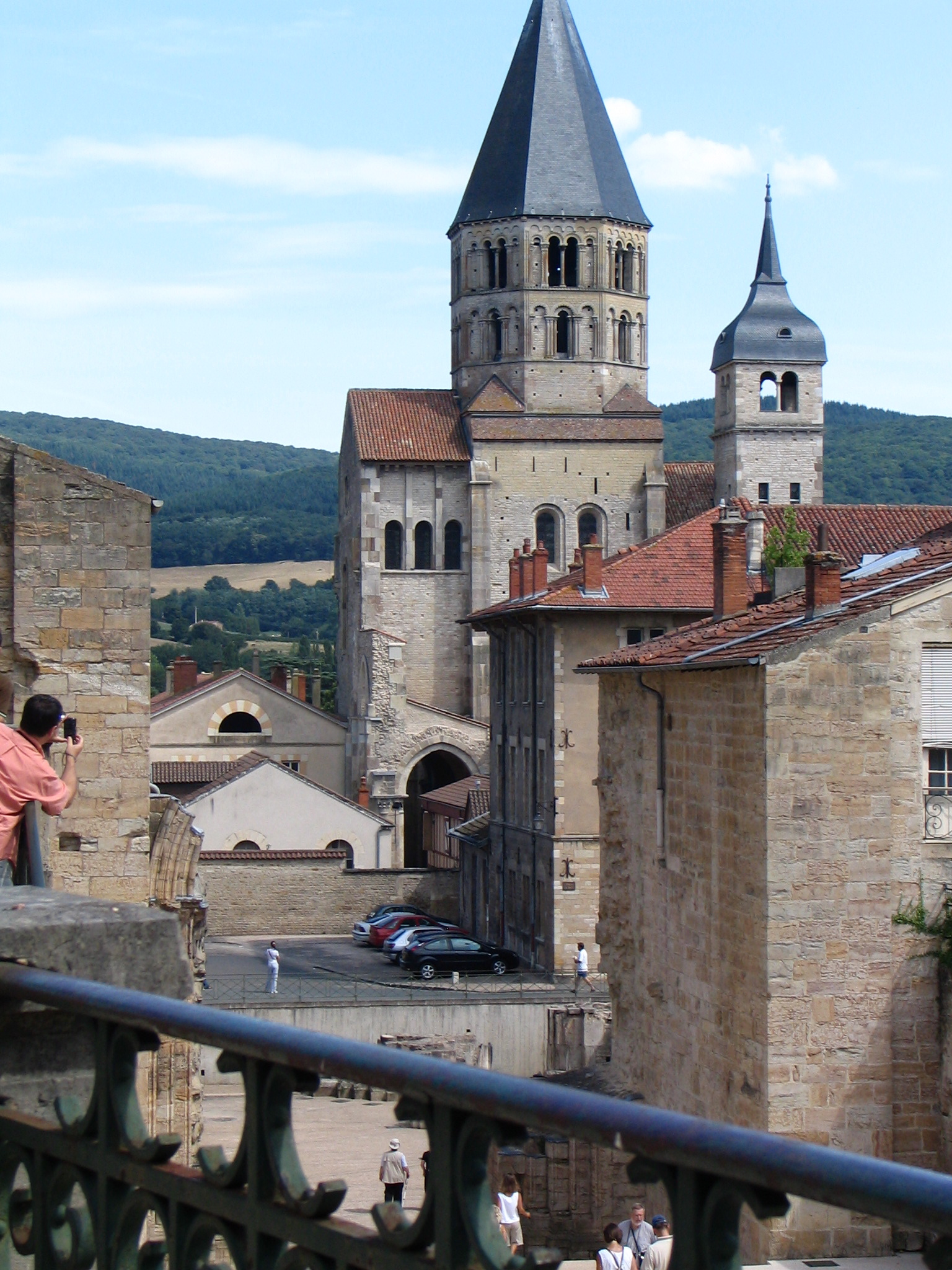
Abadía de Cluny, Francia.

El sistema feudal afectó a los monasterios. Los grandes señores ambicionaban convertirlos en sus señoríos y se adueñaban de ellos, nombrándose abades o protectores. La secularización monástica fue tan extensa que, a principios del siglo X, resultaba difícil encontrar en Occidente monjes que llevasen todavía una verdadera vida religiosa. 
La reforma monástica comienza en septiembre del año 909, cuando el duque Guillermo I de Aquitania, llamado el Piadoso, concedió al abad Bernón los territorios de Cluny para fundar un monasterio benedictino, donde el abad fuera libremente elegido por los monjes y el convento fuese inmune a toda autoridad laica y del obispo diocesano. Dependería así directamente del romano pontífice. El éxito de Cluny movió a otros monasterios a solicitar su inclusión en la reforma, para ser sometidos a la autoridad de la abadía de Cluny. Así se constituyó la orden cluniacense, que se extendió por todo el Occidente y llegó a contar a partir del cambio de milenio con cerca de 1.200 monasterios. 
Ya en el siglo XI, san Bruno fundó una orden religiosa, llamada Cartuja (1084), una síntesis entre la vida solitaria y la monástica. La reforma llega a su cima con la gran creación del siglo XII, la orden del Císter, fundada por san Roberto de Molesmes en el año 1098 con la apertura del monasterio de Cîteaux. San Bernardo de Claraval, la figura clave del siglo, fue quien le dio su gran impulso al fundar el monasterio de Claraval en el año 1115. La santidad de estos fundadores y de sus monjes traería consigo una profunda renovación espiritual de toda la Iglesia.

## Influencia sobre el Gran Cisma
La reforma, por otra parte, vino también a acelerar los problemas preexistentes con la Iglesia Ortodoxa de Constantinopla. La no aceptación de la primacía romana por el Patriarca de Constantinopla, los enfrentamientos jurisdiccionales (cuestión de los búlgaros) y las diferencias teológicas (filioque, querella iconoclasta) llevaron al anatema y excomunión mutua de ambas Iglesias en 1054 (dando lugar al Cisma de Oriente y Occidente), transcurridos solo cinco años desde el inicio de la reforma.

## Reforzamiento de laauctoritaspontificia

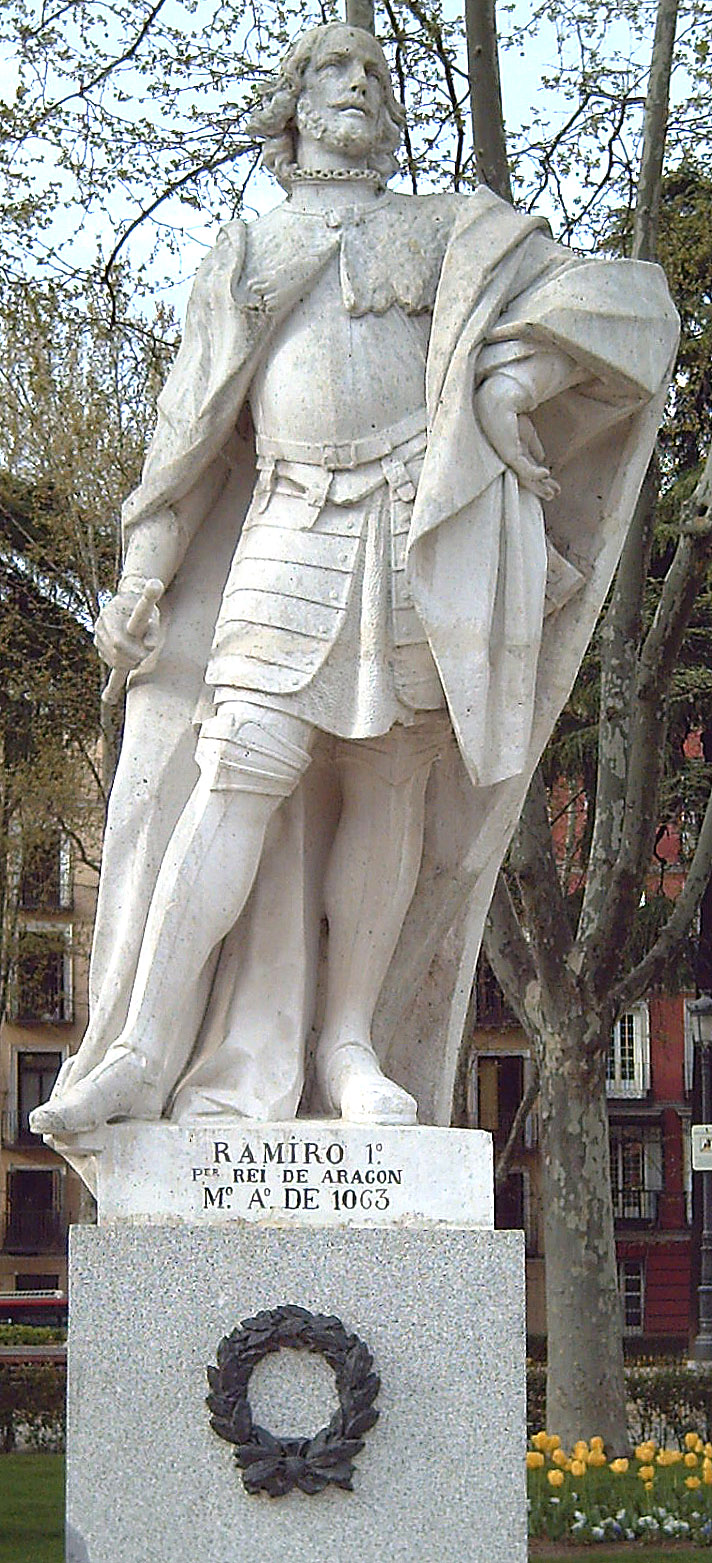
Estatua de Ramiro I de Aragón (c. 1000–1063) en la Plaza de Oriente de Madrid (España). Ramiro Sánchez fue el primer rey de Aragón y el primer monarca ibérico en someterse al vasallaje del Papa.

Si en el Oriente la Reforma influyó en la separación definitiva entre católicos y ortodoxos, en el Occidente esta situación fue la mecha de la célebre «Querella de las Investiduras», que opuso al Papa y al emperador del Sacro Imperio Romano Germánico por la lucha de ambos por el supremo poder político de Europa (quién tenía poder sobre quién), así como por el derecho de la investidura de los obispos en sus diócesis.
Según la teoría política de la época, dos supremas autoridades –denominadas las «dos espadas»– dirigen la sociedad medieval en estos siglos: el Papa, como titular del poder espiritual, y el emperador, al frente del poder temporal. El Papa coronaba al emperador germánico designado por los príncipes electores y este, a su vez, controlaba el buen orden de la elección pontificia. Sin embargo, surgió la discordia cuando, en la práctica, el poder temporal y el espiritual pretendieron para sí la primacía efectiva en la cristiandad de manera excluyente.
Esta situación mejora a favor del papa ya que durante esta época aparecen las grandes monarquías europeas, todas ellas con relaciones dificultosas con el emperador germánico: en Francia, Hugo Capeto y su hijo Roberto el Piadoso; en Inglaterra, la monarquía normanda de los herederos de Guillermo I el Conquistador; en España, los reinados de Sancho III el Mayor en Navarra, Fernando I y Alfonso VI en Castilla y la creación de los reinos de Aragón con Ramiro I y de Portugal con Alfonso Enríquez; en Europa central, los reinos de Hungría, con los herederos de san Esteban, y de Polonia. Gran parte de estos reyes, sea por convencimiento o para desligarse, bien de la autoridad imperial (Hungría, Bohemia, Polonia, Francia), bien de otros reyes (Aragón, de Navarra; Portugal, de Castilla), se declaran vasallos del Papa, y son quienes promueven las reformas en sus respectivos reinos.

### Los cuatro concilios y la autonomía del poder temporal
Tras los tiempos de la Reforma gregoriana, la lucha entre el poder temporal (grupo denominado de 'los gibelinos') y el poder espiritual (apoyado por el grupo de 'los Güelfos') se extiende durante cerca de dos siglos, que concluye eventualmente con la victoria del Papa en el plano temporal, con sucesivas deposiciones y excomuniones: desde el emperador Enrique IV (que pidió perdón al Papa en Canossa, de tal forma que la expresión «ir a Canossa» se hizo proverbial) y del Concordato de Worms, Federico II, pasando incluso por el rey portugués Sancho II; finalmente, hasta el asesinato del Arzobispo de Canterbury, Thomas Becket, en Inglaterra, son una consecuencia de las tentativas de imponer la reforma. La querella de las investiduras deriva, así, en la lucha de la Iglesia por lograr su plena autonomía de los poderes temporales. De esta lucha, resultaría la separación, en el mundo occidental, entre el poder espiritual y el poder político, delineándose así claramente las atribuciones de cada uno.
Los cuatro concilios de Letrán (realizados a lo largo de todo el siglo XII e inicios del XIII: Letrán I -1123-; Letrán II -1139-; Letrán III -1179- y Letrán IV -1215-, así como el Primer Concilio de Lyon -1245-) fueron hitos de todo este proceso reorganizativo de la Iglesia católica en la Edad Media.

## Efectos de la Reforma gregoriana: la plenitud medieval
El efecto final de las reformas en la sociedad medieval es conocido como Revolución del siglo XII, incomprensible sin tener en cuenta los cuatro resultados que, en fin, buscaba el programa reformista:
- Establecer una clara separación entre los poderes seculares y espirituales; también alejar al clero de las jurisdicciones civiles.
- Asegurar para toda la Iglesia pastores adecuados, con formación y vida ejemplar.
- Tomar el Evangelio en lo moral y en lo doctrinal como irrenunciable, por lo que se lucha contra cualquier diferenciación significativa (por ejemplo, se unifica el rito en todo Occidente; o se llama a la Cruzada contra los albigenses).
- Promocionar modelos eficaces de comportamiento cristiano.

### Las universidades y la escolástica
Al hacerse realidad estas cuestiones, el primer efecto es que aparece un estamento "supra nacional", el clero, que tendrá mayor capacidad de movimiento, ya que no obedece las leyes civiles sino las comunes de la Iglesia. Esto permite un mayor nivel de comunicación y de intercambio de ideas entre los diversos territorios de la Cristiandad. El primer fruto será Cluny, al que seguirán en Císter y otras fundaciones, para concluir con el nacimiento de las órdenes mendicantes, dominicos y franciscanos.
Esta mayor independencia del clero tiene un importante resultado en la cultura, ya que muchas escuelas catedralicias, siguiendo el ejemplo de Palencia y París, van a convertirse en las primeras universidades. De hecho, los universitarios -incluso aquellos claustros que tenían origen municipal, como la Universidad de Bolonia- formaban parte del clero, y, durante sus estudios, solo podían ser juzgados en tribunales eclesiásticos.
Solo a partir de este momento se puede hablar de un "pensamiento occidental" con propiedad: el desarrollo de las universidades, la libertad de movimiento del clero y su independencia jurídica fueron los factores del desarrollo de la escolástica, de la vuelta del Derecho romano, de la recepción de la obra de Aristóteles y del nacimiento de la experimentación científica.
Además ha de tenerse en cuenta que, a partir de la reforma gregoriana, comienza un programa intensivo de copia de manuscritos de toda temática, escritos en letra carolina, y luego en gótica, que se distribuyen en bibliotecas eclesiásticas y civiles de toda Europa. El sistema de copia inventado por los benedictinos es mejorado en los talleres de pecia de las universidad, que producen manuscritos de menor valor artístico, pero en mayor número y a más bajo precio.

### El arte cristiano
Paralelamente al establecimiento de las reformas y el desarrollo autónomo de la jerarquía y de las órdenes religiosas, se establecen las bases para el nacimiento del primer estilo artístico generalizado en Occidente, el románico, al que sucederá el gótico. Con el uso de una sola liturgia, una sola reglamentación eclesiástica y una sola doctrina, aparece en el románico el primer sistema iconográfico cristiano generalizado en toda Europa, es decir, se fijan determinados símbolos y escenas con explicaciones doctrinales, y las iglesias van convirtiéndose en catecismos visuales.
La unificación litúrgica, por otra parte, favorece el extraordinario desarrollo de la música cristiana, no solo en canto gregoriano, sino con el nacimiento y desarrollo de las diversas escuelas polifónicas del Ars antiqua.